# Chilo
Genre
Les Chilo (Chilos en français) forment un genre de lépidoptères (papillons) de la famille des crambidés. Certains Chilos sont appelés borer par les anglophones. Ce genre comprend une centaine d'espèces dont les suivantes :
- Chilo agamemnon Bleszynski, 1962
- Chilo christophi Bleszynski, 1965
- Chilo demotellus Walker, 1866
- Chilo erianthalis Capps, 1963
- Chilo forbesellus Fernald
- Chilo luteellus (Motschulsky, 1866)
- Chilo partellus  (Swinhoe, 1885)
- Chilo phragmitella (Hübner, 1805)
- Chilo plejadellus Zincken, 1821
- Chilo pulverosellus Ragonot, 1895
- Chilo sacchariphagus Bojer, 1856
- Chilo suppressalis (Walker, 1863)